# Cerimonia infernale
Cerimonia infernale (The Ceremony) è un film del 1963 diretto da Laurence Harvey.
È un film carcerario a sfondo drammatico statunitense con Laurence Harvey, Sarah Miles e Robert Walker Jr.. È basato sul romanzo del 1951 La cérémonie di Frédéric Grendel.

## Trama
Un uomo cerca di salvare il fratello rinchiuso in un carcere spagnolo.

## Produzione
Il film, diretto da Laurence Harvey su una sceneggiatura di Ben Barzman e, per alcuni dialoghi addizionali, di Alun Falconer e Laurence Harvey con il soggetto di Frédéric Grendel (autore del romanzo), fu prodotto da Laurence Harvey per la United Artists tramite la Magla e girato a Tangeri, Marocco.

## Distribuzione
Il film fu distribuito con il titolo The Ceremony negli Stati Uniti dal 25 dicembre 1963 (première a Los Angeles) dalla United Artists.
Altre distribuzioni:
- in Germania Ovest il 3 aprile 1964 (Frühstück in der Todeszelle)
- in Austria nell'agosto del 1964 (Frühstück in der Todeszelle)
- in Finlandia il 14 agosto 1964 (Viimeinen pako)
- in Danimarca il 1º dicembre 1964 (Dødsdømt i Tanger)
- in Turchia (Ölümle randevu)
- in Brasile (Cerimônia Macabra)
- in Italia (Cerimonia infernale)
- in Spagna (Encrucijada mortal)
- in Grecia (I ektelesis tha gini tin avgi)
- in Croazia (Svečanost)

## Critica
Secondo il Morandini il film è un "pretenzioso melodramma con velleità simbolistiche e messaggio incorporato". Secondo Leonard Maltin è un "caotico film".

## Promozione
Le tagline sono:
- "The story of a man condemned... of his brother who offered to save him for a price... his brother's woman! ".
- "Her innocence... traded for her lover's life ".
- "Shocking!... Savage!... Sensual! This is the Ceremony ".